# Jean Michel (peintre)
 (février 2013).
Pour les articles homonymes, voir Jean Michel et Michel.
Jean Michel (1659-1709) est un peintre français né à Luzenac et mort à Toulouse.

## Biographie
Jean Michel naît à Luzenac, dans le comté de Foix, en 1659. Son père, Étienne Michel, est peintre lui aussi. Mais se pensant trop ignorant en art pour développer les aptitudes de son fils, il envoya celui-ci à Paris, dans l'atelier du peintre toulousain François de Troy. Pendant trois ans, Jean Michel travaille avec sérieux et rigueur sous la direction de son maître. Il abandonne sa manière de peindre initiale et, comme la plupart des peintres de la ville rose de cette époque, il prend goût pour les œuvres des Vénitiens, notamment Le Caravage.
En 1682, à l'âge de 23 ans, il vient habiter à Toulouse, se marie avec la fille du peintre François Fayet, et obtient une médaille d'argent dans un concours que Dupuy-Dugnez avait décidé d'instituer en faveur des artistes de l'académie de peinture. Ce succès lui permet d'obtenir peu de temps après la charge de peintre de l'Hôtel de ville qui, si elle ne le rémunère pas directement, lui ouvre les portes de l'aristocratie et de la bourgeoisie toulousaines. Le contrat de peintre de l'hôtel de ville de Toulouse pour faire les portraits des capitouls est daté du 6 novembre 1694.
Il perd sa place de peintre de la ville de Toulouse pour avoir frappé un capitoul qui avait critiqué son travail. Il réalise peu après, entre 1703 et 1705, trois tableaux pour la chapelle Saint-Benoît de Marmande.
Il meurt en 1709 à l'âge de cinquante ans, après avoir sacrifié sa santé dans des travaux scientifiques. Il laisse trois enfants : l'aîné, Louis Michel, meurt jeune à Bordeaux, Françoise et Marguerite, ses filles, peignirent comme leur père avec quelques succès, le portrait et les fleurs.

## Liste des œuvres
| Tableau | Titre                                                                 | Date        | Dimensions   | Notes           | Lieu d’exposition                         |
| ------- | --------------------------------------------------------------------- | ----------- | ------------ | --------------- | ----------------------------------------- |
|         | Les Noces de Cana                                                     | 1676, 1700? | 545 × 267 cm | huile sur toile | Toulouse, Musée des Augustins             |
|         | Bacchanale,                                                           | 1706        | 42 × 32 cm   | huile sur toile | Toulouse, Musée des Augustins             |
|         | La Procession des corps saints sortant de la cathédrale Saint-Étienne | vers 1700   | 69,5 × 20 cm | huile sur toile | Toulouse, Musée des Augustins             |
|         | Saint Exupère, évêque de Toulouse,                                    |             | 278 × 188    | huile sur toile | Toulouse, Musée des Augustins             |
|         | Sainte Jeanne, reine de France                                        |             |              | huile sur toile | Toulouse, église Saint-Michel de Lardenne |
|         | Sainte Élisabeth de Hongrie faisant l'aumône                          |             |              | huile sur toile | Toulouse, église Saint-Michel de Lardenne |